# Trochus ferreirai
Trochus ferreirai is een slakkensoort uit de familie van de Trochidae. De wetenschappelijke naam van de soort is voor het eerst geldig gepubliceerd in 1996 door Bozzetti.